# Fallesmühle
Fallesmühle ist ein Gemeindeteil der Gemeinde Donnersdorf im unterfränkischen Landkreis Schweinfurt in Bayern. Fallesmühle liegt in der Gemarkung Donnersdorf.

## Lage
Die Einöde liegt am Langen Anspanngraben (im Unterlauf Dampfach genannt), einem linken Zufluss des Seebachs. Südlich des Ortes befindet sich die Kläranlage der Gemeinde. Ein Anliegerweg führt 250 Meter südlich zur Staatsstraße 2277 bei Donnersdorf.

## Geschichte
Mit dem Gemeindeedikt (frühes 19. Jahrhundert) wurde Fallesmühle der neu gebildeten Ruralgemeinde Donnersdorf zugewiesen.